# Psilochorema bidens
Psilochorema bidens là một loài Trichoptera trong họ Hydrobiosidae. Chúng phân bố ở miền Australasia.